# الجنينة والشباك
قرية الجنينة والشباك هي إحدى القرى التابعة لمركز نصر النوبة في محافظة أسوان في جمهورية مصر العربية.